# Richard Henry Dewing
Richard Henry ("Dick") Dewing (15 januari 1891 – 21 september 1981) was een Brits generaal-majoor. Aan het eind van de Tweede Wereldoorlog stond hij aan het hoofd van de SHAEF-missie die verantwoordelijk was voor de bevrijding van Denemarken.
Op 4 mei 1945 capituleerde het Duitse leger in Denemarken. Op 5 mei nam het Deense verzet de controle over het land over. Op dezelfde dag kwam Dewing per vliegtuig aan in Kopenhagen. Verder naar het oosten kwam hij echter niet. Het eiland Bornholm, dat tussen Zweden, Duitsland en Polen in ligt, hoort bij Denemarken. Maar het Sovjetleger was er in 1945 het eerst en de Russen zagen het eiland als strategisch gebied in de Oostzee. De Duitse commandant op het eiland weigerde echter om zich aan het Sovjetleger over te geven. Als Duitse generaal zou hij in de handen van generaal-majoor Dewing beter behandeld worden dan bij de Russen. Toen de verkenningsvliegtuigen van het leger van de Sovjet-Unie overvlogen, gaf hij orders om de luchtafweer te gebruiken, waarna de Sovjet-Unie op 7 en 8 mei de plaatsen Rønne en Nexø bombardeerde. Uiteindelijk moest de commandant zich overgeven. Hij werd direct daarna geëxecuteerd. De Sovjetsoldaten bleven op Bornholm tot 17 maart 1946.
Op 27 juli 1945 ontving Dewing van koning Christiaan X het Grootkruis van de Orde van de Dannebrog.